# A-375
La A-375 es una carretera andaluza entre las provincias de Sevilla y Cádiz. Pertenece a la Red Básica de Articulación dentro del Catálogo de Carreteras de Andalucía.
Se trata del segundo tramo de la conexión directa de Sevilla con la Costa del Sol, y será el siguiente en ser transformado en autovía una vez terminada la A-376 (Sevilla-Utrera).
Empieza en un intercambiador con la A-394 al sur de Utrera y se dirige hacia el sureste bordeando las localidades de Los Molares, El Coronil, Montellano y Puerto Serrano antes de terminar en la A-384 (Arcos de la Frontera-Antequera).
A partir de este punto, para seguir hacia la costa es necesario tomar la A-384 en sentido Antequera durante unos 20 kilómetros, hasta el inicio de la A-374 que continúa hacia Ronda.
Existe otro fragmento de carretera que discurre entre Alcalá de los Gazules y Ubrique con la misma denominación.
- Datos: Q2887841
- Multimedia: A-375 / Q2887841